# آب‌انبار سکینه
آب‌انبار سکینه مربوط به دوره قاجار است و در ندوشن، محله قلعه، جنب مسجد قلعه واقع شده و این اثر در تاریخ ۱۱ مرداد ۱۳۸۴ با شمارهٔ ثبت ۱۲۳۶۸ به‌عنوان یکی از آثار ملی ایران به ثبت رسیده است.